# NGC 4852
NGC 4852 (również OCL 894 lub ESO 131-SC17) – gromada otwarta znajdująca się w gwiazdozbiorze Centaura. Została odkryta 30 kwietnia 1826 roku przez Jamesa Dunlopa. Jest położona w odległości ok. 3,6 tys. lat świetlnych od Słońca.